# Polski Związek Przetwórców Tworzyw Sztucznych
Polskie Stowarzyszenie Przetwórców Tworzyw Sztucznych (PSPTS) – powstało w 1992 roku jako organizacja skupiająca przetwórców tworzyw sztucznych działających na rynku polskim.

## Historia Związku
W 2006 roku PSPTS przystąpiło jako członek do stowarzyszenia European Plastics Converters (EuPC), reprezentującego przetwórców tworzyw sztucznych na poziomie Unii Europejskiej.
W 2009 roku PSPTS zostało przekształcone w związek pracodawców: Polski Związek Przetwórców Tworzyw Sztucznych, przystępując do największej organizacji polskich pracodawców – „Konfederacji Lewiatan”.

## Organizacja Związku
Organy związku to Walne Zgromadzenie Członków, Rada Nadzorcza i Zarząd. Związek posiada również organ doradczy, Radę Ekspertów.
Członkami PZPTS mogą być pracodawcy przetwórstwa tworzyw sztucznych działający na obszarze Rzeczypospolitej Polskiej bądź pracodawcy związani pośrednio z branżą przetwórstwa tworzyw sztucznych.

## Działalność PZPTS
Podstawowym celem Związku jest ochrona praw i reprezentowanie interesów zrzeszonych w nim pracodawców poprzez konsultowanie projektów regulacji prawnych, działalność informacyjną na rzecz członków, rozpowszechnianie wiedzy o tworzywach sztucznych, kształtowanie właściwego wizerunku branży, promowanie postaw i inicjatyw ekologicznych.
Ponadto Związek organizuje coroczne spotkania branży przetwórców tworzyw sztucznych. Organem prasowym organizacji jest kwartalnik „Tworzywa”.
PZPTS jest honorowym patronem Targów Przetwórstwa Tworzyw Sztucznych i Gumy Plastpol odbywających się corocznie w Kielcach (Polska) oraz Targów Kompozyt-Expo, które odbywają się w Krakowie (Polska).
Od 2015 roku Związek jest fundatorem nagród dla najlepszych prac magisterskich i doktorskich z dziedziny przetwórstwa tworzyw sztucznych.